# Antargaz (entreprise)
Antargaz est une marque française de distribution d'énergie rachetée à Paribas affaires industrielles en 2004 par la holding américaine UGI Corporation pour s'implanter en France et au Bénélux. UGI a ainsi profité des lois concurrentielles européennes lors de la fusion entre Elf et Total pour racheter ce groupe français.
Antargaz est notamment présente sur le marché des gaz de pétrole liquéfié (propane et butane) du gaz naturel, et de l'électricité. Son actionnaire principal est le groupe UGI Corporation, énergéticien actif aux États-Unis et en Europe.
Elle distribue du GPL (butane et propane) depuis 1936 et du gaz naturel depuis 2009.
Antargaz rachète en 2015 TotalGaz la filiale gaz de Total et la renomme Finagaz, puis en 2019 les marques Antargaz et Finagaz deviennent Antargaz Energies.

## Histoire

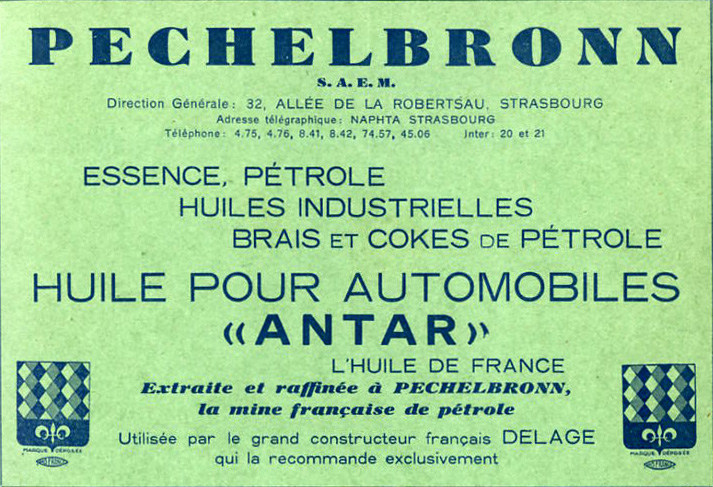
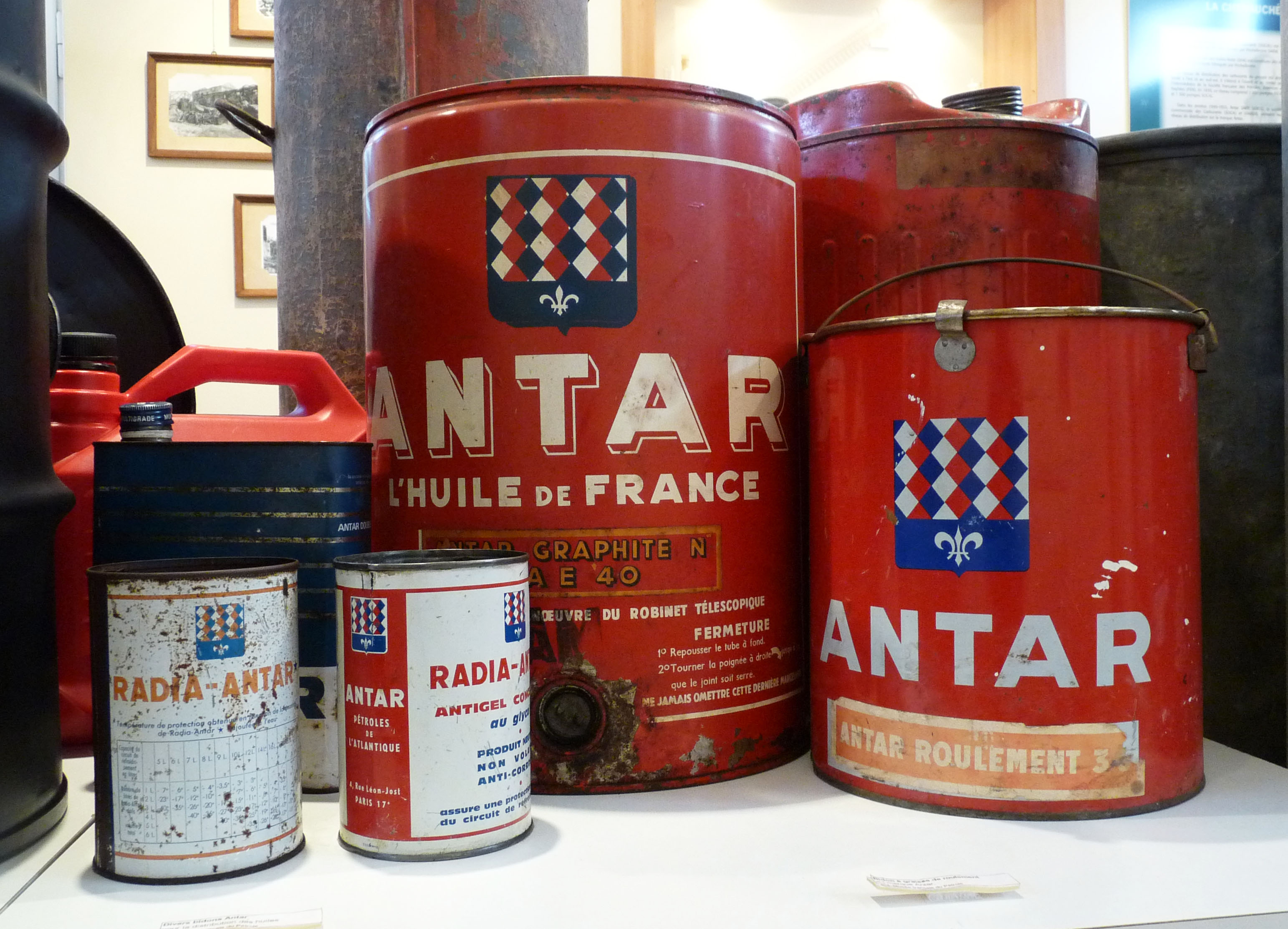

Fondée en 1922, la SAC (Société alsacienne des carburants) commercialise en 1926 un lubrifiant, une huile industrielle, sous le nom d'Antar. La Société des huiles Antar (SHA) est constituée l'année suivante afin de distribuer des lubrifiants fabriqués par Pechelbronn. Par la suite, Antar développe un réseau important de distribution de carburants.

### Antargaz

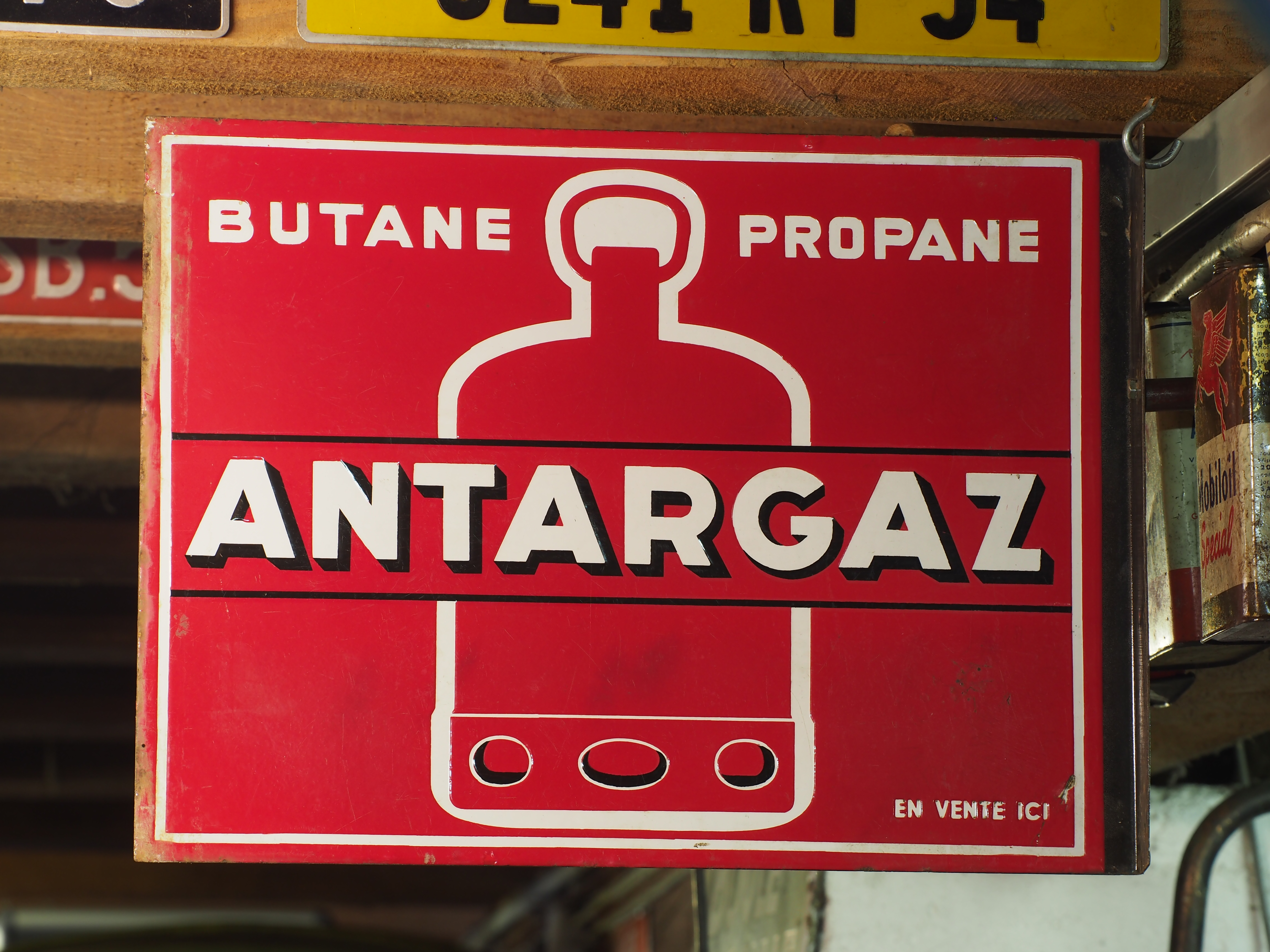
Plaque émaillée publicitaire Antargaz.

Créée en 1936, la SOGAL (SOciété des GAz Liquides de pétrole) adopte la marque Antargaz en 1951.
Entre 1976 et 2000, elle a fait partie du groupe Elf Aquitaine, sous le nom Elf Antargaz.
En 2001, à la suite de la fusion de Total et de Elf, la Commission européenne impose à Elf la cession de l'entreprise Antargaz à une filiale de banque, Paribas Affaires Industrielles, afin de respecter les lois concurrentielles européennes.
Peu après, la filiale de la banque Paribas revend Antargaz en 2004 à la holding américaine Ugi Corporation, leader aux USA de la distribution du gaz propane via une filiale de la holding UGI France.

### Finagaz

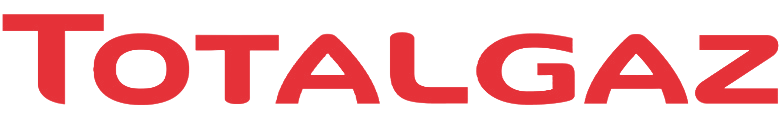
Antargaz rachète TotalGaz en 2015.

En 2015, Antargaz rachète la filiale gaz de Total : TotalGaz, et la renomme Finagaz. La concentration d'entreprises dans les mains de holdings ne déroge pas aux lois concurrentielles européennes quand elles sont américaines.
Le 31 mars 2017, les sociétés Antargaz et Finagaz ont fusionné en une seule société, Antargaz Finagaz SA. En 2018, la société change de statut et devient Antargaz Finagaz SAS.

### Antargaz Energies
En 2019, la société Antargaz-Finagaz SA devient Antargaz SAS et renomme ses marques Antargaz et Finagaz en Antargaz Energies.
En novembre de la même année, Laurence Broseta, vice-présidente d'UGI Ouest (France et Benelux), devient présidente de la société Antargaz,.

## Activités
Le fournisseur a introduit sur le marché les premières bouteilles duralinox, et en 1991 la première citerne enterrée de gaz propane nommée "Oubliella".
En 2005, une Délégation de Service Public est attribué à Antargaz qui prend en charge le gaz propane en réseau permettant d'alimenter la commune de Boissey-le-Chatel. Aujourd'hui, près de 170 communes en délégation de service public ont adopté le gaz en réseau Antargaz.
En 2006, la marque lance la bouteille de gaz la plus légère en matériau composite dénommée "Calypso".
Agréé par les pouvoirs publics depuis 2009 pour la fourniture de gaz naturel, Antargaz propose des contrats de fourniture de gaz naturel adaptés aux besoins des particuliers, professionnels, collectivités et copropriétés.
En 2011, Antargaz lance son premier distributeur automatique de bouteilles, alimentée par des panneaux solaires. On en compte aujourd'hui plus d'une centaine sur le territoire Français.
En 2014, Antargaz était le premier distributeur de GPL en France avec 600 000 tonnes vendues, soit un quart du marché des GPL, et un parc de 220 000 citernes[source insuffisante]. Antargaz propose une gamme de réservoirs de 500 à 1750 kg, aériens et enterrés. Antargaz distribue du GPL carburant dans plus de 700 stations services.
Fin 2014, le premier service e-commerce d'achat de bouteilles de gaz en ligne ouvre ses portes : Gazissimo.
En 2019, Antargaz distribue environ 4 térawattheures de gaz naturel par an. L'entreprise a étoffé son réseau de distribution en allant au delà des distributeurs traditionnels (stations-service, enseignes spécialisées…), pour livrer directement à domicile ou proposer des lieux de distribution automatiques. Le chiffre d'affaires en 2019 est d'environ 1,2 milliard d'euros par an.

## Chiffres-clés
- 479 collaborateurs au service des clients et partenaires en France
- 1,2 milliard de dollars de chiffre d'affaires en 2016
- 800 000 tonnes de GPL distribuées par an en France
- Plus de 4 TWh de gaz naturel commercialisés en 2016

## Communication et parrainages

Tour de France
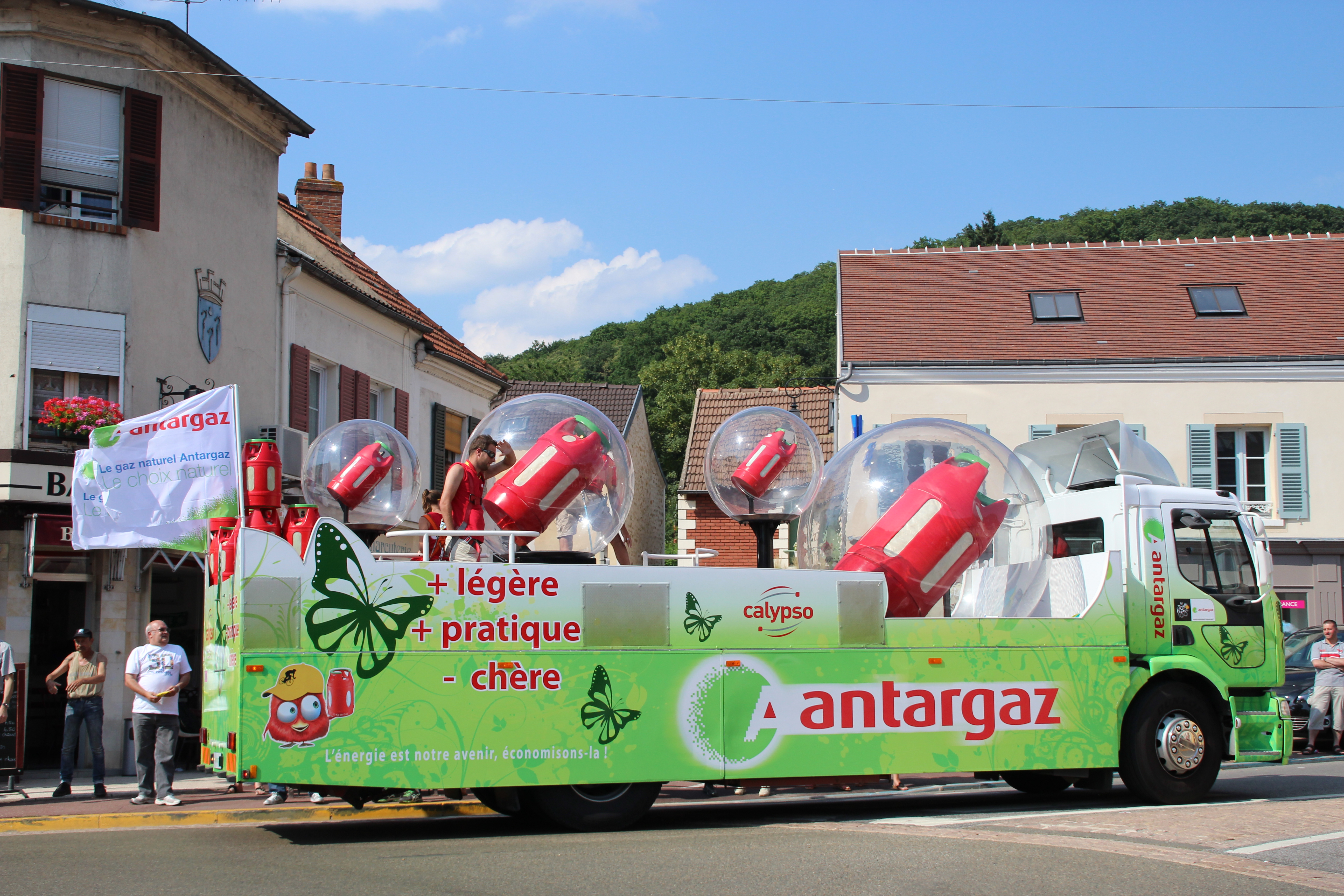
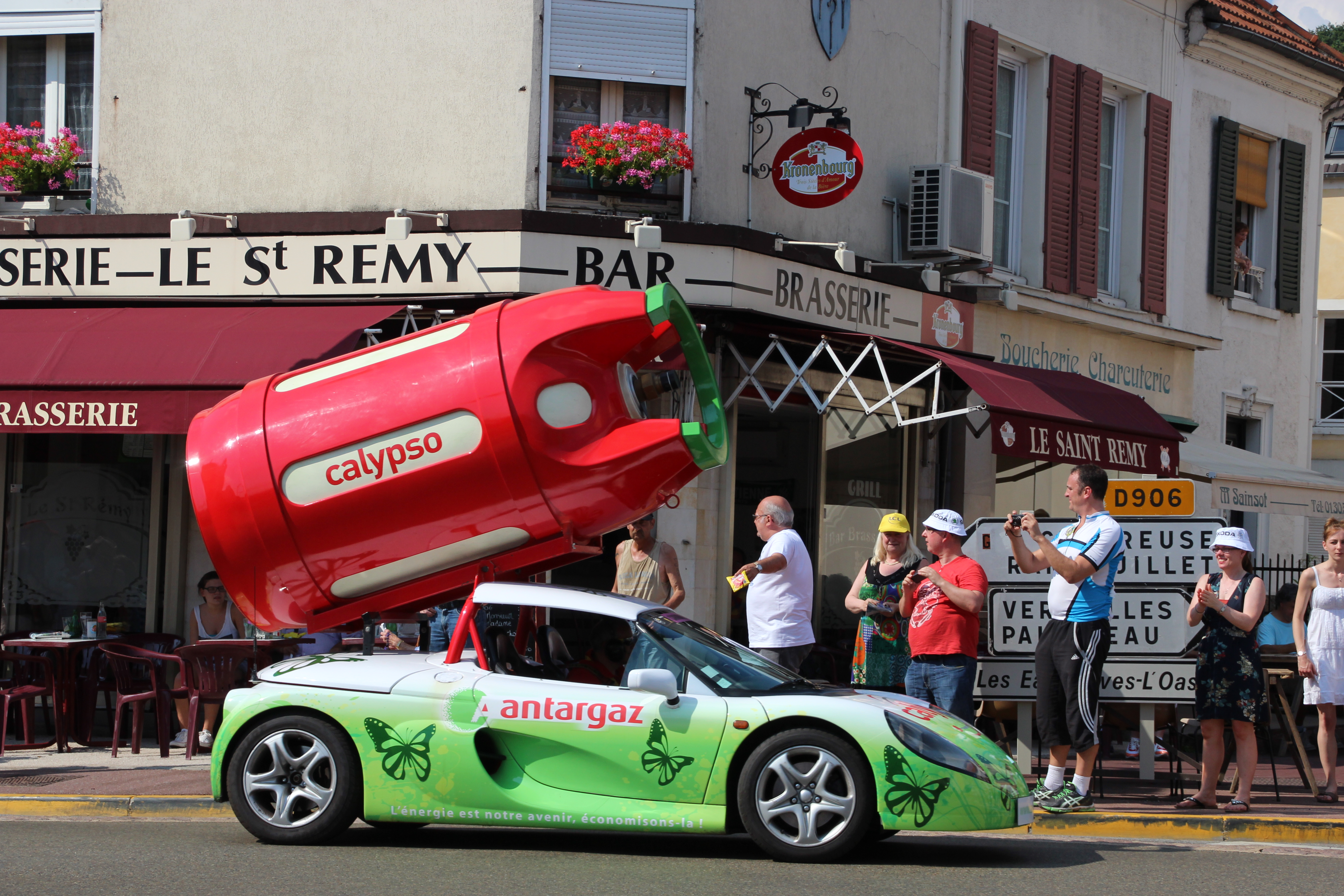
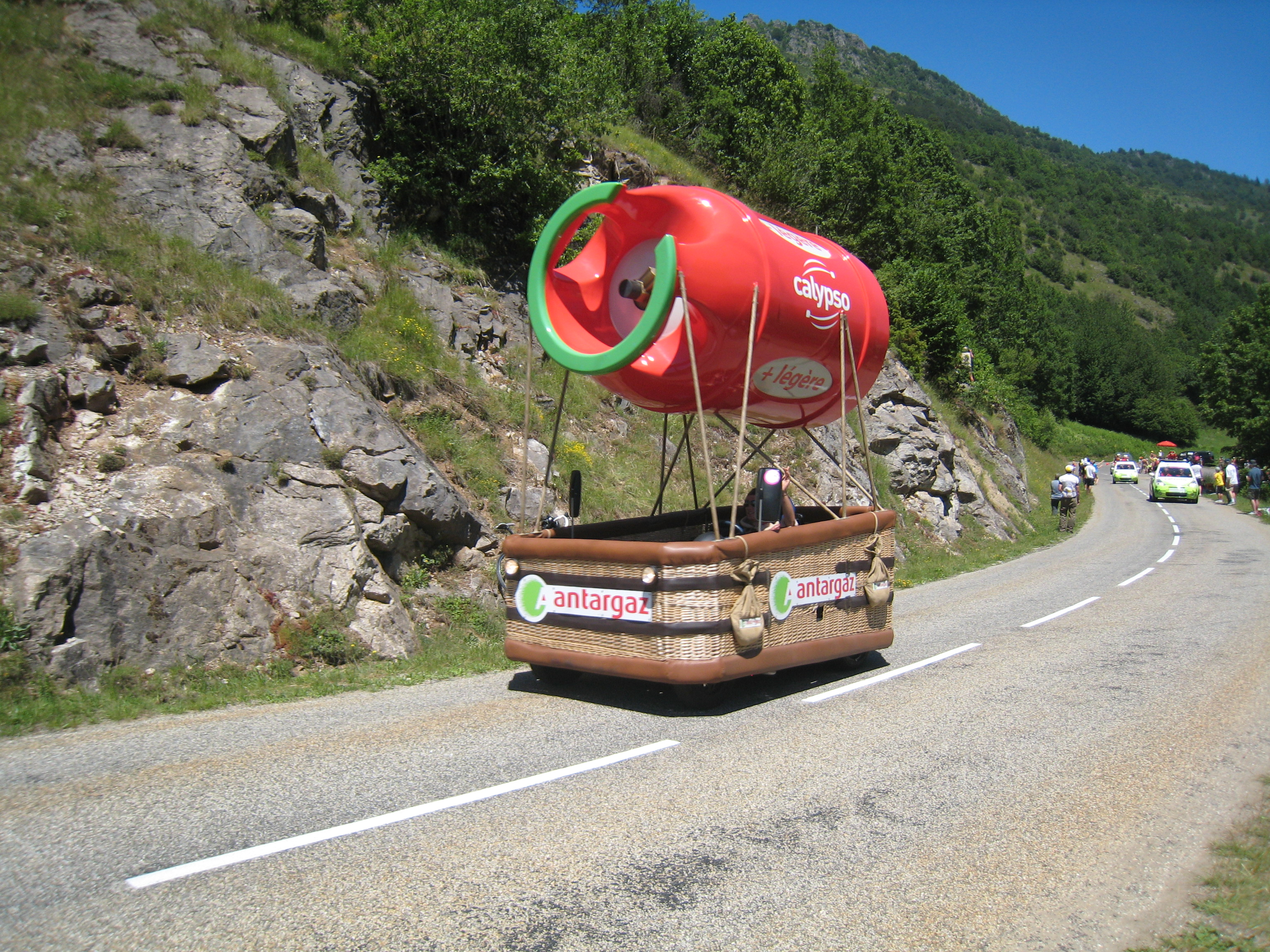

- 1996 : début du partenariat avec le Tour de France cycliste.
- 2007 : engagement auprès de la Fondation GoodPlanet pour soutenir des projets environnementaux sur le territoire français.
- 2014 : Parrainage du Prix de la combativité du Tour de France cycliste
- 2015 : Partenaire officiel du Tour de France à la voile
- 2016 : Parrainage du Prix de la combativité du Tour de France à la voile
- 2017 : Parrainage du Prix de la combativité de l'épreuve féminine La course by Le Tour de France

### Logo

Évolution du logo
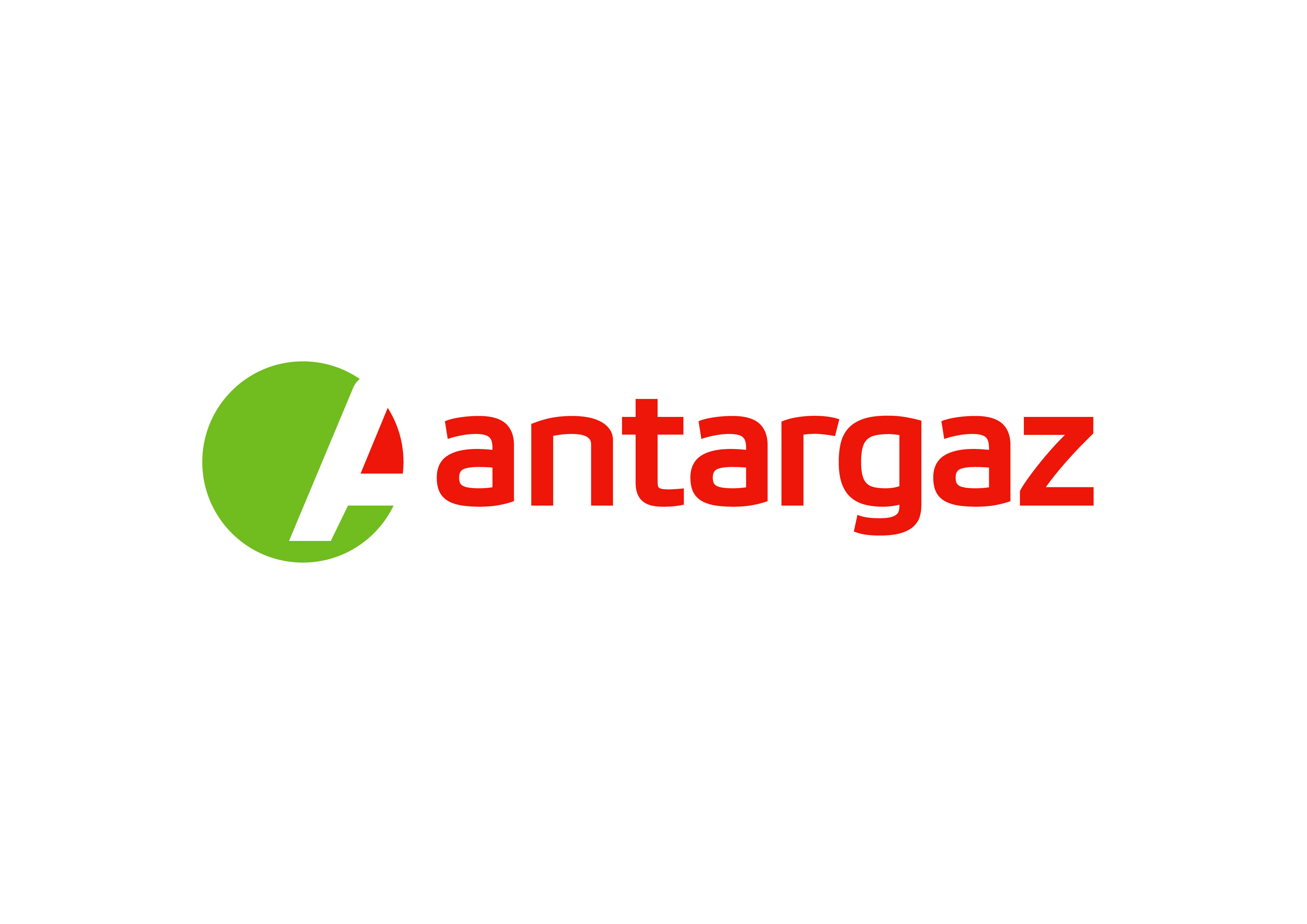
Ancien logo.
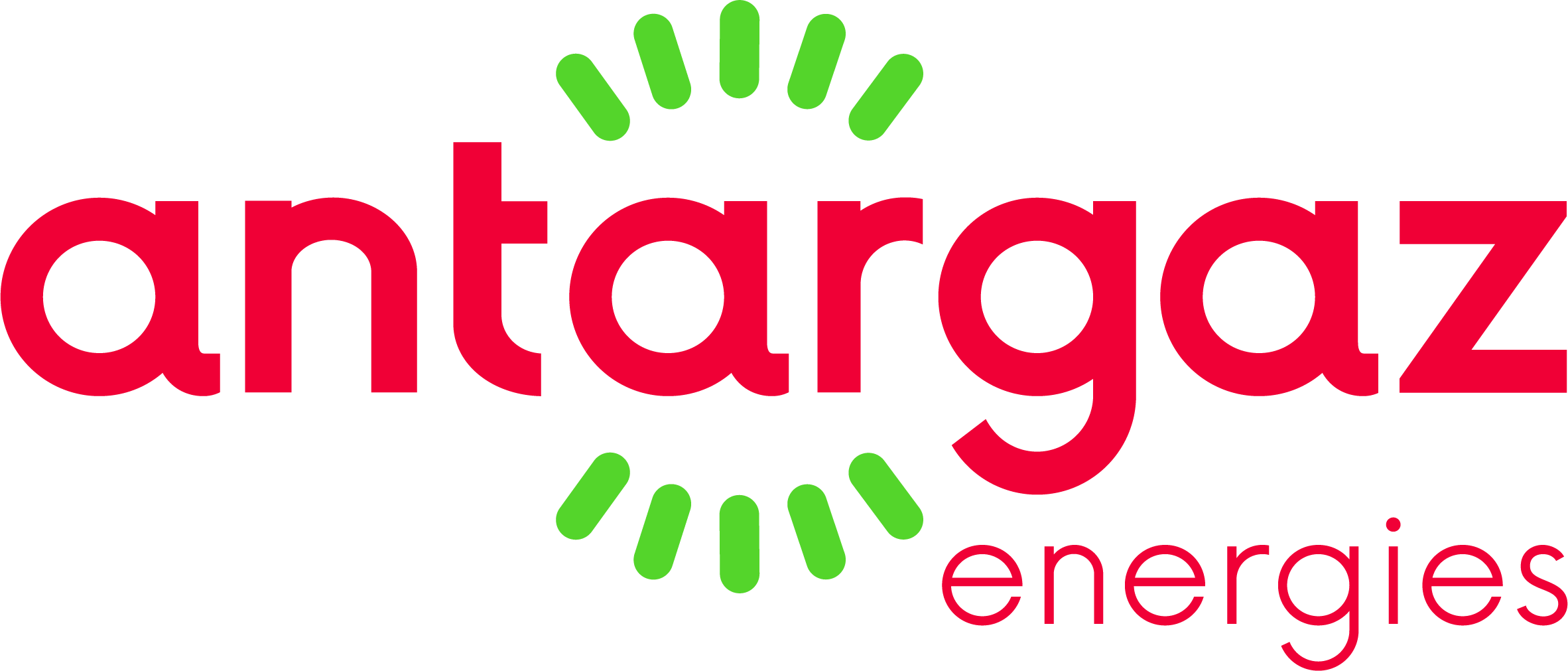
Actuel logo depuis 2019.